# Ommatius spinosus
Ommatius spinosus är en tvåvingeart som beskrevs av Scarbrough 1994. Ommatius spinosus ingår i släktet Ommatius och familjen rovflugor.
Artens utbredningsområde är Peru. Inga underarter finns listade i Catalogue of Life.